# Observable
En física quàntica, un observable és tota propietat de l'estat d'un sistema que pot ser determinada ("observada") per alguna seqüència d'operacions físiques. Aquestes operacions poden incloure, per exemple, el sotmetre al sistema a diversos camps electromagnètics i la lectura de valors en un dispositiu. Per tot observable podem diferenciar una qualitat i una quantitat, i aquesta distinció resulta d'especial interès en la física quàntica.

## Observables en física clàssica
En els sistemes governats per la mecànica clàssica, qualsevol valor observable experimentalment està relacionat per una funció matemàtica de variables reals amb el conjunt d'estats possibles del sistema. En paraules planes, podem obtenir, en sistemes molt similars, una variació contínua de quantitat per cada qualitat.
En mecànica clàssica els observables matemàticament són funcions de les coordenades de posició i les velocitats (alternativament els moments conjugats). A causa d'això un observable en mecànica clàssica es pot entendre com una funció o aplicació definida sobre l'espai fásic del sistema. Gràcies a aquesta noció, es pot entendre la relació entre els observables de la mecànica clàssica i la mecànica quàntica, així el "quadrat" de la funció d'ona és anàleg a una distribució de probabilitat sobre l'espai fàsic del sistema. La noció d'observable quàntic que a primera vista sembla poc intuïtiva s'aclareix notablement si pensem que es corresponen Intute amb l'acció sobre distribucions de probabilitat de l'espai de fases del sistema.

### Mesures de diferents observadors
En física clàssica, poden definir-se diferents observadors caracteritzats per la seva posició en l'espai i el tipus de coordenades usades per referir les magnituds físiques vectorials i tensorials. Causa de la seva diferent ubicació i orientació cada un dels diferents observadors farà mesures diferents del mateix fenomen. No obstant això, l'objectivitat de la realitat física, comporta que aquestes mesures han de ser relacionables, mitjançant lleis de transformació ben definides. En mecànica clàssica no-relativista aquestes transformacions de coordenades que relacionen les mesures de diferents observadors venen donades pel grup de Galileu, mentre que en mecànica relativista venen donades pel grup de Poincaré (grup de Lorentz ampliat amb els desplaçaments).

## Observables en física quàntica
En mecànica quàntica, en canvi, la relació entre els estats d'un sistema i els valors d'un observable és més subtil, i requereix una mica d'àlgebra lineal per a la seva explicació.
A la formulació matemàtica de la mecànica quàntica, els estats són vectors no nuls en un espai de Hilbert  V  (en què es considera que dos vectors especifiquen el mateix estat si i només si són múltiples escalars entre si). Matemàticament els observables en mecànica quàntica es representen per operadors lineals autoadjunts en  V . Concretament, els operadors corresponen a la qualitat de l'observable, mentre que els valors propis, que formen l'espectre de cada operador corresponen als valors possibles d'una mesura d'aquesta qualitat.
A la mecànica quàntica, els processos de mesura comporten fenòmens que contradiuen la intuïció habitual, basada en els processos de la mecànica clàssica. Això porta ocasionalment a equívocs sobre la mateixa naturalesa de la mecànica quàntica. Específicament, si un sistema està en un estat descrit per una funció d'ones, el procés de mesura afecta l'estat de forma no-determinista, però tractable estadística ment. En particular, després d'una mesura, la descripció de l'estat del sistema per una única funció d'ones pot destruir i quedar reemplaçat per un conjunt estadístic de funcions. La naturalesa irreversible de les operacions de mesura en física quàntica és anomenat de vegades problema de la mesura o problema de l'col·lapse de la funció d'ona. La descripció d'una mesura és equivalent, des del punt de vista matemàtic, a la que ofereix la interpretació d'estats relatius, en la qual el sistema original es veu com un subsistema d'un major, i l'estat del sistema original es veu com la traça parcial de l'estat d'aquest sistema major.

### Moment lineal
Considerem l'espai de Hilbert d'una partícula lliure {\displaystyle {\mathcal {H}}=L^{2}(\mathbb {R} ^{3})} i considerem el moment lineal (en direcció  x ) que ve donat per l'operador autoadjunt:

{\displaystyle \Psi (\mathbf {r} )\mapsto {\hat {P}}_{x}\Psi =-i\hbar {\frac {\partial }{\partial x}}\Psi (\mathbf {r} )\qquad {\mathcal {D}}\left(-i\hbar {\frac {d}{dx}}\right)=\{\Psi (\mathbf {r} )\in L^{2}(\mathbb {R} )|{\partial _{x}\Psi }\in L^{2}(\mathbb {R} )\}}

L'espectre d'aquest operador és purament continu i coincideix amb l'eix real. Per veure això només cal considerar els vectors aproximadament propis normalitzats donats per:

{\displaystyle \Psi _{n}={\frac {1}{\pi n^{3/2}}}\left({\frac {n^{2}}{\|\mathbf {r} \|^{2}+n^{2}}}\right)i^{i\lambda x/\hbar }\qquad \rightarrow \qquad \lim _{n\to \infty }\|-i\hbar {\frac {d}{dx}}\Psi _{n}-\lambda \Psi _{n}\|=0}

La relació anterior implica que l' operador resolvent :

{\displaystyle R_{\lambda }=({\hat {P}}-\lambda I)^{-1}\;}

No pot ser acotat, per a cap {\displaystyle \scriptstyle \lambda \in \mathbb {R} } i, per tant, i per tant tot {\displaystyle \scriptstyle \mathbb {R} } forma part de l'espectre continu. Físicament això significa que per al sistema considerat, una partícula lliure, el moment lineal de la partícula pot assumir qualsevol valor real.

### Posició
En el mateix espai de Hilbert anterior podem considerar l'anomenat  operador posició  (respecte a un sistema d'eixos cartesians) que dona els possibles valors d'ubicació d'una partícula. La naturalesa suposadament contínua de l'espai en mecànica quàntica convencional porta que aquest operador pot assumir qualsevol valor real i, per tant, a tenir un espectre continu. Comencem amb la definició d'aquest operador autoadjunt i del seu domini:

{\displaystyle {\begin{matrix}\Psi (\mathbf {r} )\mapsto {\hat {X}}\Psi (\mathbf {r} )=x\Psi (\mathbf {r} )&\quad &{\mathcal {D}}({\hat {X}})=\{\Psi \in L^{2}(\mathbb {R} )|x\Psi (\mathbf {r} )\in L^{2}(\mathbb {R} )\}\\\Psi (\mathbf {r} )\mapsto {\hat {Y}}\Psi (\mathbf {r} )=y\Psi (\mathbf {r} )&\quad &{\mathcal {D}}({\hat {Y}})=\{\Psi \in L^{2}(\mathbb {R} )|y\Psi (\mathbf {r} )\in L^{2}(\mathbb {R} )\}\\\Psi (\mathbf {r} )\mapsto {\hat {Z}}\Psi (\mathbf {r} )=z\Psi (\mathbf {r} )&\quad &{\mathcal {D}}({\hat {Z}})=\{\Psi \in L^{2}(\mathbb {R} )|z\Psi (\mathbf {r} )\in L^{2}(\mathbb {R} )\}\end{matrix}}}

Es pot veure que igual que l'operador moment, el seu espectre és purament continu i coincideix amb l'eix real, és a dir, és possible trobar una partícula lliure en qualsevol posició de l'espai. Això es pot veure utilitzant la successió de funcions:

{\displaystyle \Psi _{n}={\frac {1}{\pi }}{\frac {(2n)^{3/2}}{[n^{2}\|\mathbf {r} -\mathbf {r} _{0}\|^{2}+1]^{2}}}\qquad \Rightarrow \qquad {\begin{cases}\lim _{n\to \infty }\|{\hat {X}}\Psi _{n}-x_{0}\Psi _{n}\|=0\\\lim _{n\to \infty }\|{\hat {Y}}\Psi _{n}-y_{0}\Psi _{n}\|=0\\\lim _{n\to \infty }\|{\hat {Z}}\Psi _{n}-z_{0}\Psi _{n}\|=0\end{cases}}}

On {\displaystyle \mathbf {r} _{0}=(x_{0},i_{0},z_{0})} és un vector qualsevol. Això significa que qualsevol la probabilitat de trobar qualsevol partícula en l'entorn pot estar arbitràriament a prop d'1, és a dir, la partícula es troba amb certesa en cert entorn de qualsevol punt.

### Energia (hamiltonià)
Per consultar exemples d'operadors hamiltonians de sistemes físics importants veure: Exemples de hamiltonians. En general una partícula lligada, que només pot moure en certa regió finita de l'espai, podrà tenir estar-ho només amb certs valors d'energia pertanyents a l'espectre discret. Mentre que les partícules no lligades en general podran tenir qualsevol valor de l'energia per sobre d'un cert llindar.

### Espín
L'observable associat al espín és un cas d'observable interessant, perquè matemàticament es realitza mitjançant un operador que actua sobre un espai de dimensió finita. Per aquesta raó l'operador pot representar per una matriu. Per exemple les matrius de Pauli implementen els corresponents operadors per a partícules d'espín 1/2.
L'espai d'Hilbert d'una partícula tridimensional que es mou en un espai tridimensional i que té espín  n /2, es pot representar com producte tensorial d'espais de Hilbert d'un espai tipus  L   2  i espai vectorial de dimensió 2  n +1.

### Mesures de diferents observadors
Els observables amb sentit físic també obeeixen les lleis de transformació que relacionen observacions fetes per diferents observadors en diferents marcs de referència. Aquestes transformacions són automorfismes de l'espai d'estats, és a dir, transformacions bijectives que preserven alguna propietat matemàtica. En el cas de la mecànica quàntica, els automorfismes són les transformacions lineals unitàries o anti-unitàries de l'espai de Hilbert  V . En la teoria de la relativitat especial, les matemàtiques dels marcs de referència són particularment simples, i de fet restringeixen considerablement el conjunt d'observables amb sentit físic.